# Axel Ngando
Axel Ngando (Asnières-sur-Seine, 13 de julio de 1993) es un futbolista francés que juega como centrocampista.
Entre sus logros internacionales, se destaca la obtención de la Copa Mundial de Fútbol Sub-20 de 2013, donde vencieron 4-1 a Uruguay en penales en la final.

## Carrera
Ngando comenzó su carrera en las divisiones inferiores del Stade Rennais FC.
Anotó su primer gol con el equipo B el 21 de mayo de 2011 contra el Vandée Poire
sur Vié, al minuto 47' en la victoria del Stade Rennais por 3-2.
Volvería a marcar el 4 de noviembre de 2012 ante el Chapelle-des-Marais al 82' para
ayudar al Rennais en la victoria por 2-0.
Tras buenas presentaciones con el equipo «B», debutó con el primer equipo, el 2 de febrero de 2013 ante el Lorient FC al minuto 90' por Romain Alessandrini. Anotaría en ese mismo partido al 90+1', e igualaría el marcador para finalizar el partido 2-2.

## Selección nacional
Ngando nunca ha debutado con algún seleccionado mayor. Con la selección sub-20 consiguió su mayor logro; ser campeón de la Copa Mundial de Fútbol Sub-20 de 2013. En la final, anotó su penal ante Uruguay, que sirvió para ganar al final. En total disputó 4 partidos.

## Clubes
| Club                     | País       | Año       |
| ------------------------ | ---------- | --------- |
| Stade Rennais F. C. "II" | Francia    | 2011-2012 |
| Stade Rennais F. C.      | Francia    | 2012-2015 |
| A. J. Auxerre (cedido)   | Francia    | 2013-2014 |
| Angers S. C. O. (cedido) | Francia    | 2015      |
| S. C. Bastia             | Francia    | 2015-2017 |
| Göztepe S. K.            | Turquía    | 2017-2019 |
| A. J. Auxerre            | Francia    | 2019-2021 |
| Grenoble Foot 38         | Francia    | 2022-2023 |
| Araz-Naxçıvan P. F. K.   | Azerbaiyán | 2023-2024 |

## Palmarés

### Títulos internacionales
| Título         | Club (*)       | País    | Año  |
| -------------- | -------------- | ------- | ---- |
| Mundial sub-20 | Francia sub-20 | Turquía | 2013 |

(*) Incluyendo la selección.